# Cultura rodaniana
La cultura del Rodano o  rodaniana era una cultura archeologica della prima età del bronzo (2200-1500 a.C. circa) diffusa nella Francia sud-orientale e nella Svizzera occidentale, lungo il corso del fiume Rodano. Questa cultura si è sviluppata dalla cultura locale del vaso campaniforme, forse con ulteriori migrazioni dall'Europa centrale. Secondo Sergent (1995) la cultura del Rodano rappresenta una variante meridionale della cultura di Unetice. I manufatti in metallo e la ceramica della cultura del Rodano sono particolarmente simili a quelli del gruppo di Straubing in Baviera.
L'ascia di Thun-Renzenbühl (1800 a.C. circa), rinvenuta vicino a Thun e attribuita alla cultura del Rodano, è uno dei primi esempi di tecnica agemina nel mondo. La decorazione intarsiata d'oro sull'ascia potrebbe avere un significato numerico o astronomico.

## Galleria d'immagini

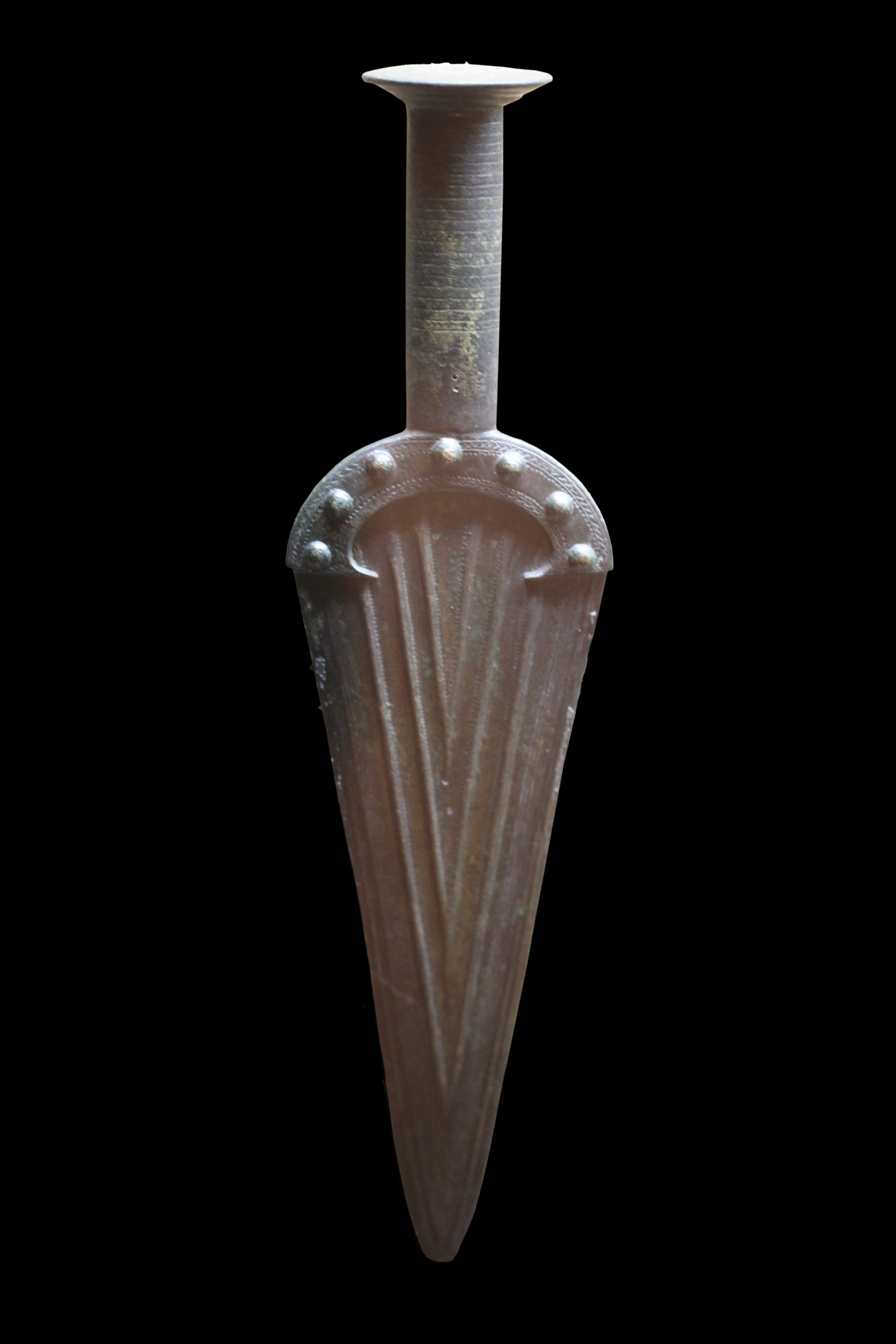
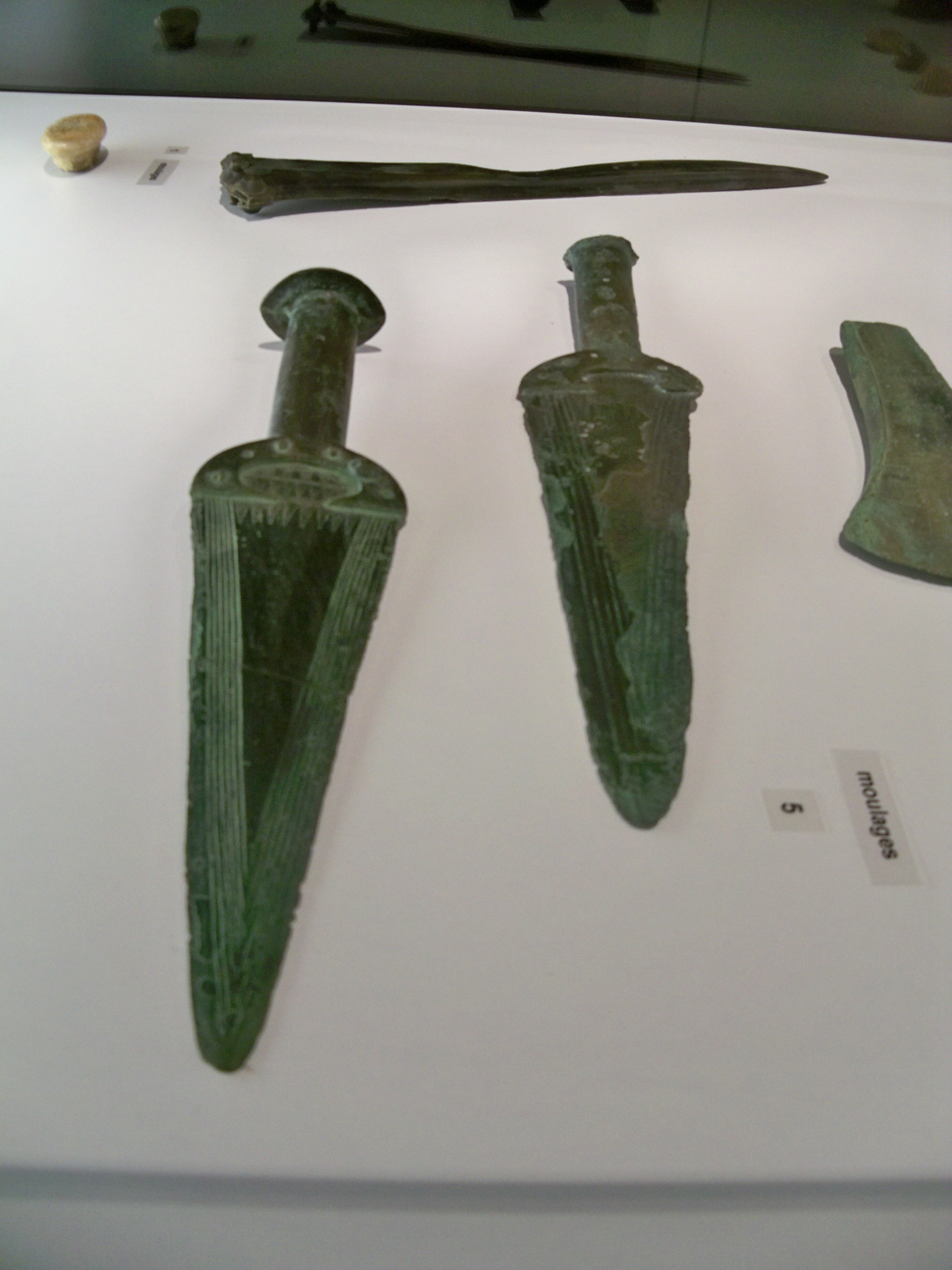
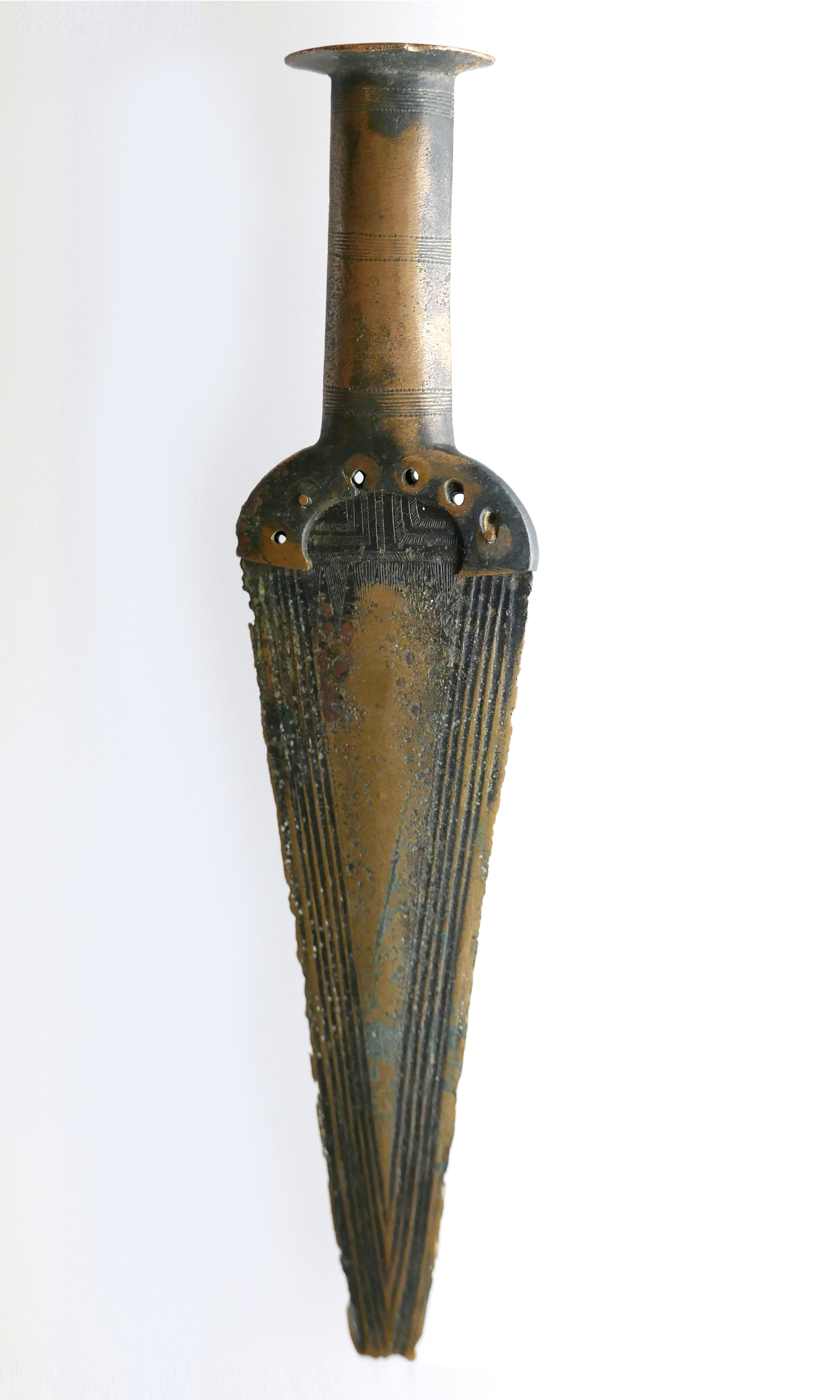
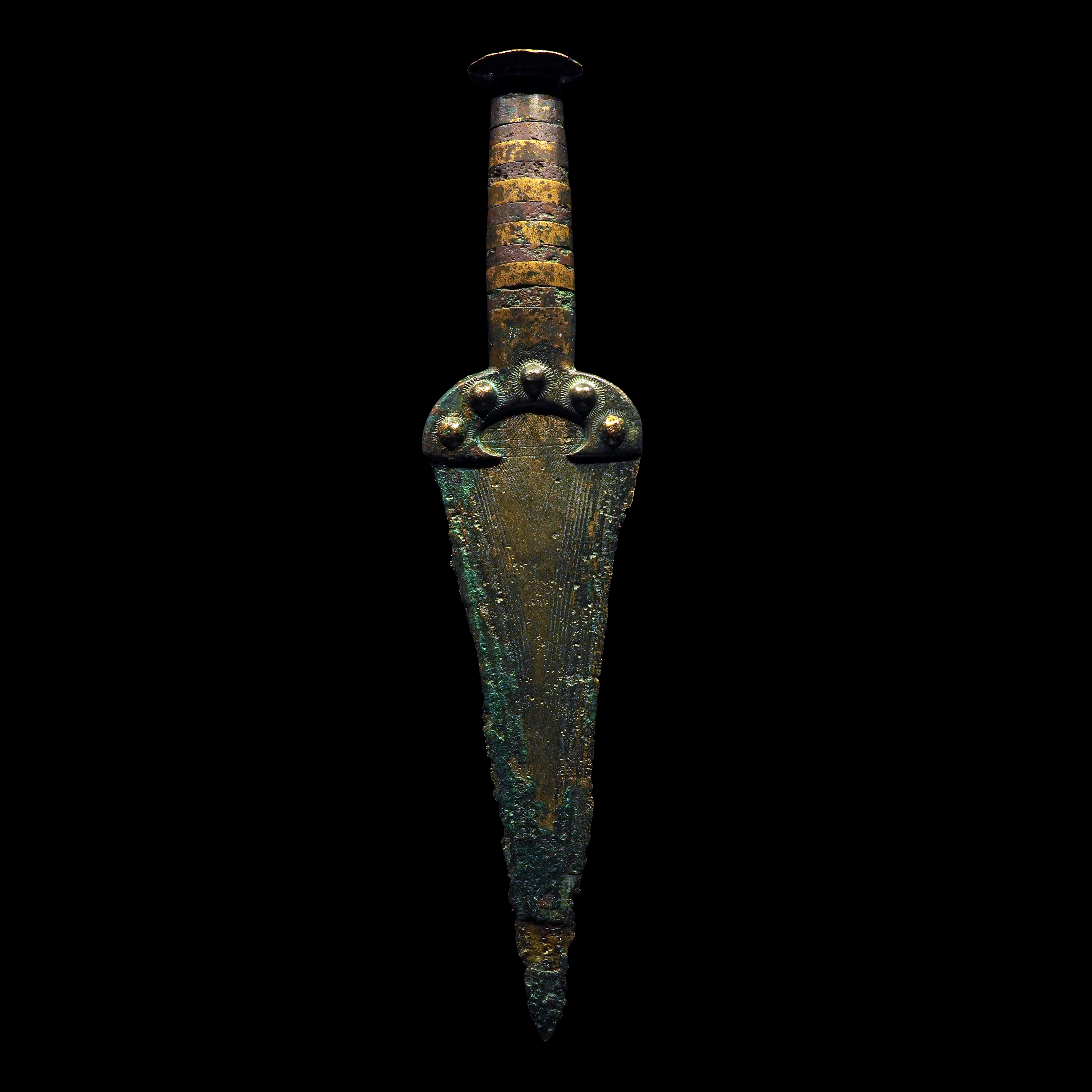
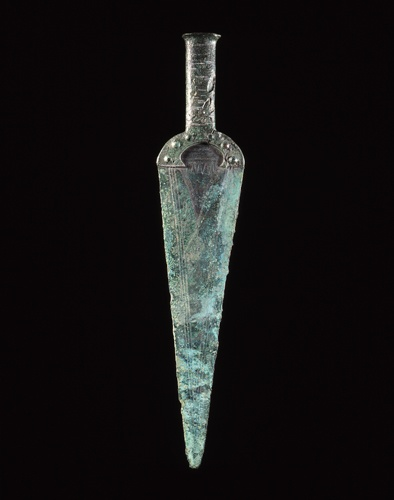
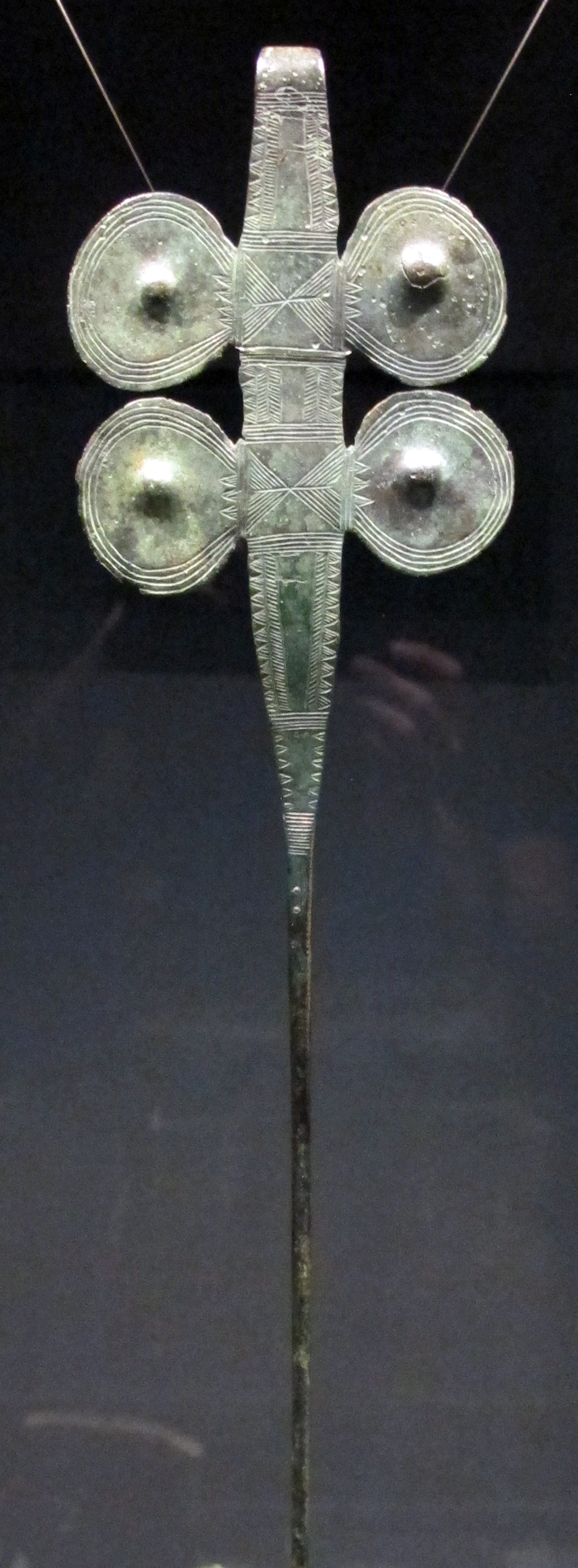
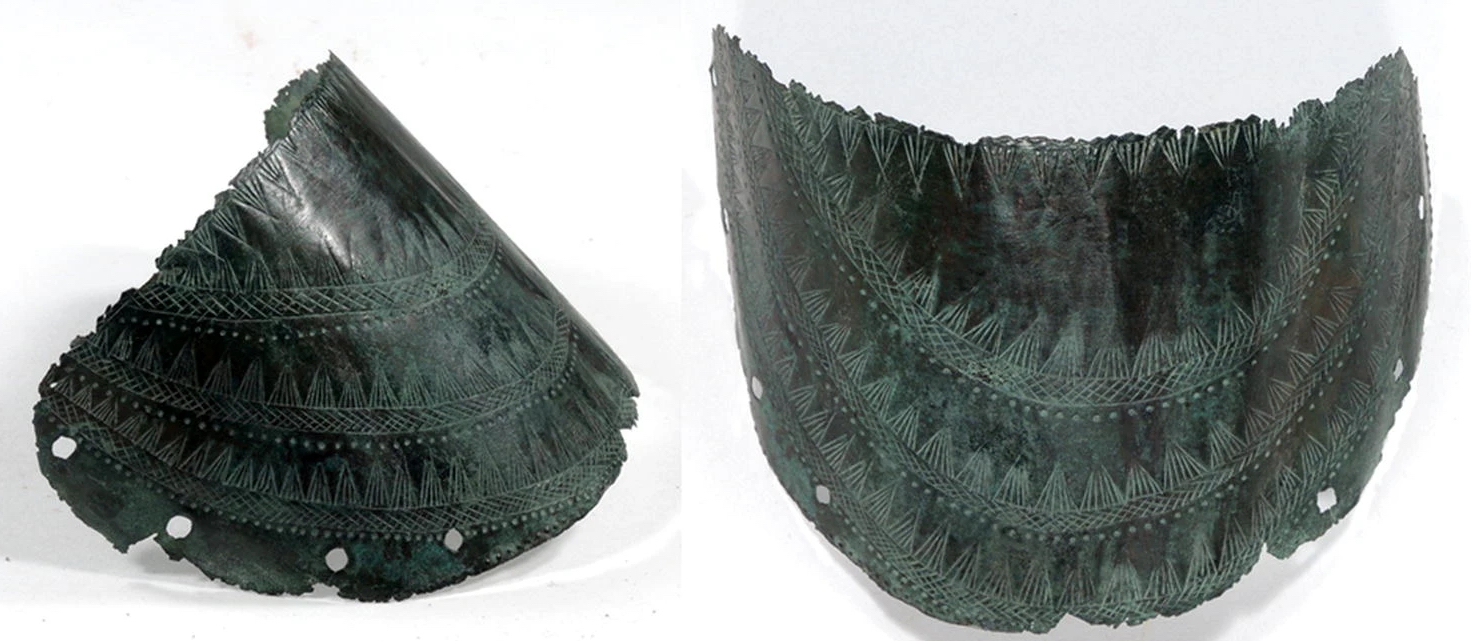
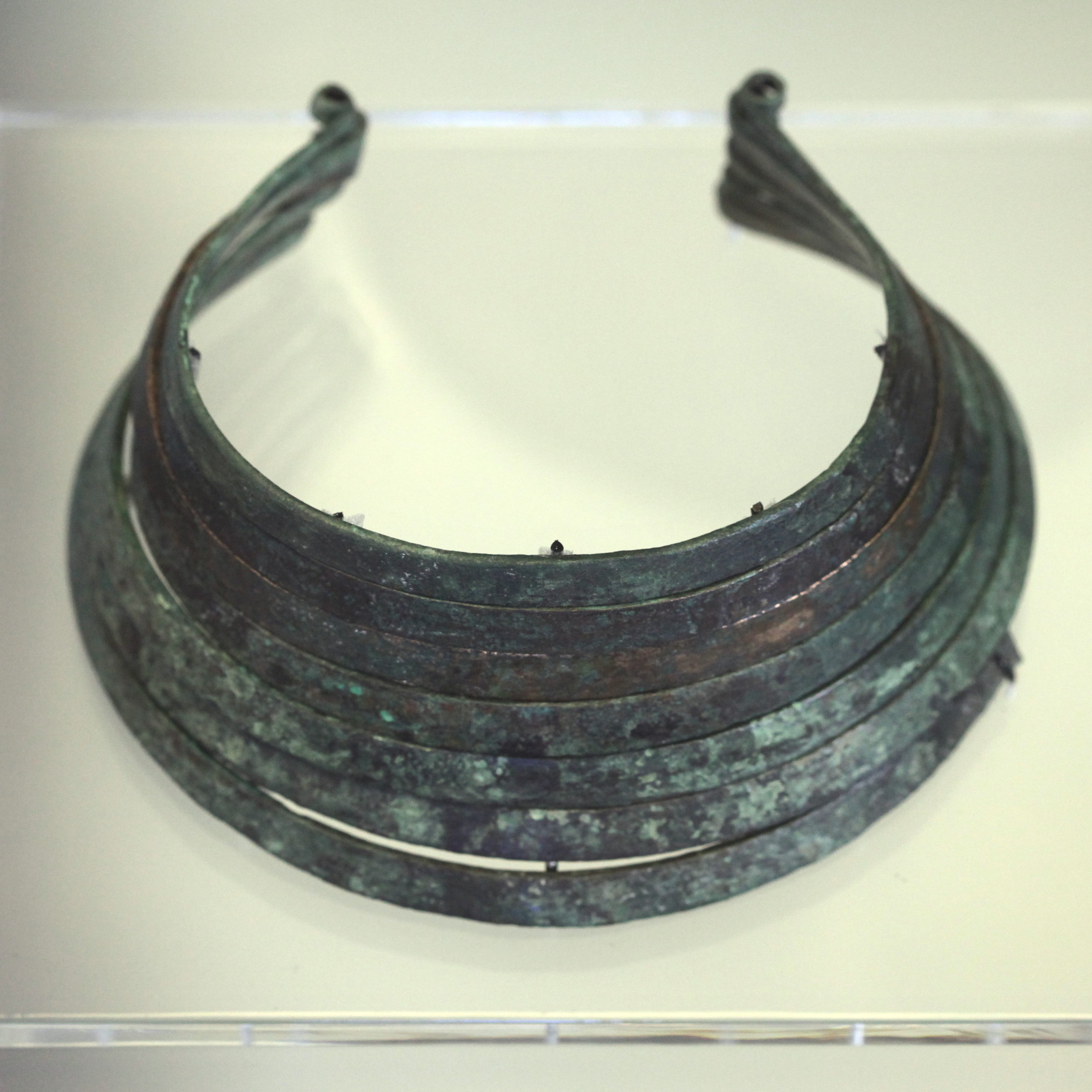
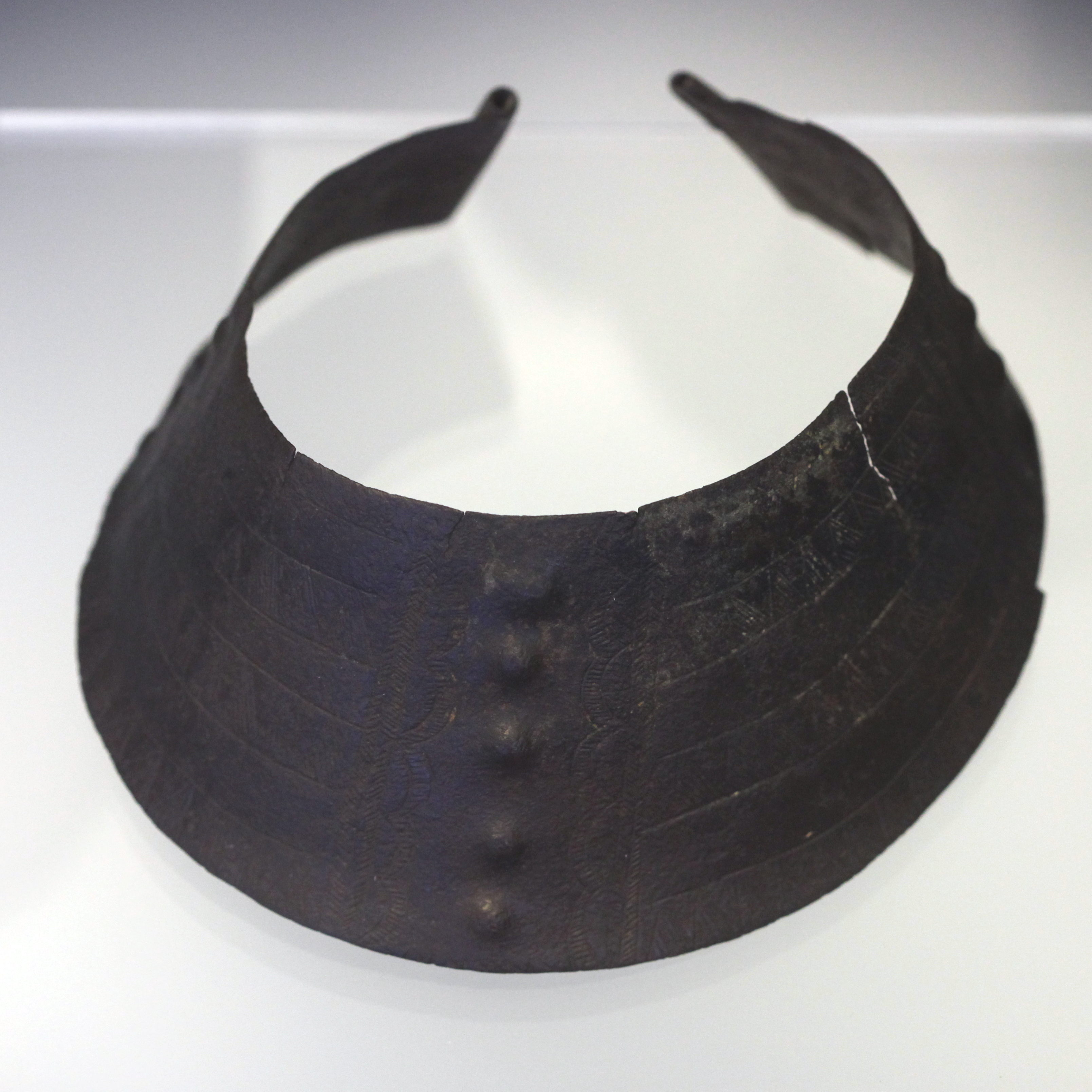
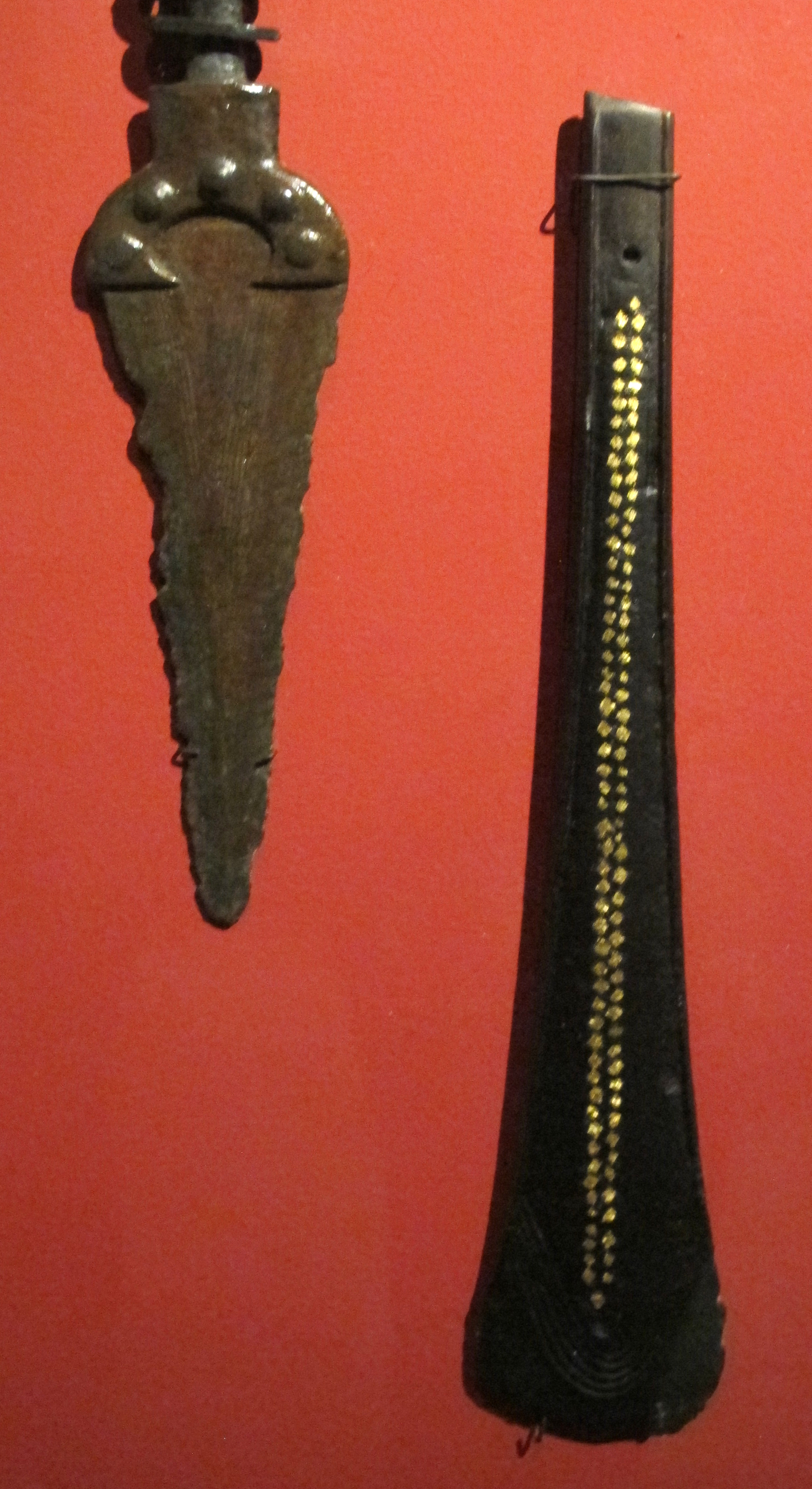